# Fair Haven
Fair Haven je americký hraný film z roku 2016, který režírovala Kerstin Karlhuber podle vlastního scénáře. Hlavním hrdinou je dospívající James, který se vrací na rodinnou farmu po terapii v léčbě homosexuality, aby se opět zapojil do běžného života.

## Děj
Rodiče poslali Jamese, aby se u křesťanských terapeutů vyléčil z homosexuality. Nyní se vrací na rodinnou farmu Fair Haven s předsevzetím začít nový heterosexuální život. Chtěl by studovat na hudební konzervatoři v Bostonu, ale rodinné úspory padly na léčbu a pohřeb jeho matky. Otec chce, aby James studoval zemědělství nebo ekonomii na státní škole, aby mohl jednou převzít jablečnou farmu. James mu vypomáhá, ale nepřestává uvažovat o studiu hudby. Také přemlouvá otce, aby farmu prodal nebo začal uvažovat o biozemědělství, ten se však chce držet tradičního vedení farmy a prodat ji nechce. James při rozvážení zboží zjistí, že v místním obchodě pracuje Charlie, jeho spolužák ze střední školy a tehdejší milenec. Odmítá s ním jakkoliv komunikovat. Naopak se seznámí se Suzy, dcerou místního pastora. Vnitřně však cítí, že vztah k ní není natolik intenzivní, jak ho ubezpečoval terapeut při léčbě. Když jednoho dne potká Charlieho zmláceného, nabídne mu pomoc a tím začne opět jejich vztah. Jamesův otec zpočátku jen těžko akceptuje Jamesovo rozhodnutí, ale přece jen se smíří. Také přijme výhodnou nabídku na odkoupení farmy. James s Charliem odjíždějí do Bostonu.

## Obsazení
| Michael Grant        | James Grant      |
| Tom Wopat            | Richard Grant    |
| Gregory Harrison     | doktor Gallagher |
| Josh Green           | Charlie Green    |
| Lily Anne Harrison   | Suzy Thomas      |
| Tom Malloy           | reverend Thomas  |
| Jennifer Bini Taylor | Ruby             |